# Armenia en los Juegos Olímpicos de Londres 2012
Armenia estuvo representada en los Juegos Olímpicos de Londres 2012 por un total de 25 deportistas que compitieron en 9 deportes. Responsable del equipo olímpico fue el Comité Olímpico Nacional de Armenia, así como las federaciones deportivas nacionales de cada deporte con participación.
El portador de la bandera en la ceremonia de apertura fue el practicante de taekwondo Arman Yeremian.

## Medallistas
El equipo olímpico armenio obtuvo las siguientes medallas:
| Nombre              | Deporte            | Competición |
| ------------------- | ------------------ | ----------- |
| Oro                 |                    |             |
| —                   |                    |             |
| Plata               |                    |             |
| Arsen Dzhulfalakian | Lucha grecorromana | 74 kg M     |
| Bronce              |                    |             |
| Hripsime Jurshudian | Halterofilia       | +75 kg F    |
| Artur Alexanian     | Lucha grecorromana | 96 kg M     |